# Heterothrips aesculi
Heterothrips aesculi är en insektsart som beskrevs av Watson 1915. Heterothrips aesculi ingår i släktet Heterothrips och familjen Heterothripidae. Inga underarter finns listade i Catalogue of Life.